# S Tennis Masters Challenger
L'S Tennis Masters Challenger è stato un torneo professionistico di tennis giocato sulla terra rossa, che faceva parte dell'ATP Challenger Series. Si giocava annualmente a Graz in Austria dal 1991.

## Albo d'oro

### Singolare
| Anno | Campione               | Finalista           | Score           |
| ---- | ---------------------- | ------------------- | --------------- |
| 1991 | Thomas Buchmayer       | Thierry Guardiola   | 6–3, 6–2        |
| 1992 | Guillermo Pérez Roldán | Karel Nováček       | 3–6, 6–2, 7–5   |
| 1993 | Alberto Berasategui    | Carlos Costa        | 6–4, 6–3        |
| 1994 | Francisco Clavet       | Gilbert Schaller    | 6–2, 2–6, 6–4   |
| 1995 | Carlos Costa (1)       | Jiří Novák          | 6–4, 6–3        |
| 1996 | Juan Albert Viloca     | Dominik Hrbatý      | 6–7, 6–2, 6–2   |
| 1997 | Radomír Vašek          | Albert Portas       | 6–1, 6–3        |
| 1998 | Carlos Costa (2)       | Albert Portas       | 7–5, 7–6        |
| 1999 | Tomáš Zíb              | Juan Carlos Ferrero | 7–6, 6–1        |
| 2000 | Michal Tabara          | David Sánchez       | 7–5, 6–0        |
| 2001 | Julian Knowle          | Jurij Ščukin        | 6–3, 6–2        |
| 2002 | Olivier Mutis          | Filippo Volandri    | 6–3, 6–2        |
| 2003 | Tomáš Berdych          | Julian Knowle       | 6–4, 5–7, 6–2   |
| 2004 | Jan Minář              | Gilles Simon        | 3–6, 6–3, 7–5   |
| 2005 | Robin Vik              | Roko Karanušić      | 6–4, 4–2 ritiro |
| 2006 | Florian Mayer          | Rainer Schüttler    | 6–4, 5–7, 6–2   |
| 2007 | Victor Hănescu         | Leonardo Mayer      | 7–6, 6–2        |
| 2008 | Jérémy Chardy          | Sergio Roitman      | 6–2, 6–1        |

### Doppio
| Anno | Campioni                             | Finalista                             | Score             |
| ---- | ------------------------------------ | ------------------------------------- | ----------------- |
| 1991 | Jan Apell Raviv Weidenfeld           | Sébastien Leblanc Markus Naewie       | 6–3, 6–3          |
| 1992 | David Prinosil Richard Vogel         | Robert Novotny Milan Trněný           | 6–3, 6–4          |
| 1993 | Filip Dewulf Tom Vanhoudt (1)        | Jordi Arrese Francisco Roig           | 6–7, 6–2, 6–3     |
| 1994 | Hendrik Jan Davids Stephen Noteboom  | Wayne Arthurs Simon Youl              | 4–6, 6–3, 7–6     |
| 1995 | Pablo Albano (1) Vojtěch Flégl       | Emilio Benfele Álvarez Jose Imaz-Ruiz | 6–4, 6–3          |
| 1996 | Pablo Albano (2) László Markovits    | Cristian Brandi Filippo Messori       | 6–4, 6–1          |
| 1997 | Lucas Arnold Ker Tom Vanhoudt (2)    | Alberto Martín Albert Portas          | 6–1, 6–2          |
| 1998 | Dinu Pescariu Albert Portas          | Lan Bale Nebojša Đorđević             | 6–3, 6–4          |
| 1999 | Nuno Marques Tom Vanhoudt (3)        | Albert Portas Germán Puentes          | 6–2, 6–2          |
| 2000 | Tomáš Cibulec Leoš Friedl            | Petr Kovačka Pavel Kudrnáč            | 6–4, 4–6, 6–4     |
| 2001 | Tim Crichton Todd Perry              | Shaun Rudman Jeff Williams            | 6–4, 6–4          |
| 2002 | Mariusz Fyrstenberg Marcin Matkowski | Jan Frode Andersen Oliver Marach      | 6–3, 6–4          |
| 2003 | Noam Behr Ota Fukárek                | Karsten Braasch Johan Landsberg       | 6–3, 6–2          |
| 2004 | Julian Knowle (1) Alexander Peya (1) | Emilio Benfele Álvarez Josh Goffi     | 6–4, 6–2          |
| 2005 | Julian Knowle (2) Alexander Peya (2) | Johan Landsberg Jean-Claude Scherrer  | 3–6, 6–1, 6–2     |
| 2006 | Ross Hutchins Jonathan Marray        | James Auckland Jamie Delgado          | 6–7, 6–4, [15–13] |
| 2007 | Sebastián Decoud Jurij Ščukin        | Jérémy Chardy Predrag Rusevski        | 3–6, 6–3, [10–7]  |
| 2008 | Gerald Melzer Jürgen Melzer          | Julien Jeanpierre Nicolas Renavand    | 1–6, 7–6, [10–4]  |